# Tved Plads
Tved Plads, Tved Plak (dansk) eller Twedter Plack (tysk) er navnet på et torv og det omkringliggende område i det centrale Mørvig i Flensborg. Området var næsten ubebygget indtil 1960erne, da det blev bestemt at opføre et nyt bydelcenter på stedet. 
Navnets første led Tved henviser til den forhenværende kommune og landsby Tved og dens udflytterby Tvedskov. Tved selv er dansk og betegner en bebyggelse ved en skov . Byer med dette navn findes flere steder i Danmark og Sydslesvig. Det andet navneled -plak er nedertysk og betyder plet eller sted .
Området ligger lidt syd for den forhenværende landsby Tvedskov. Arealet var næsten ubebygget med undtagelse af en lille kådnergård (husmandssted) fra omkring 1830. I administrativ henseende hørte arealet under Tvedskov kommune. I 1910 kom Tvedskov (sammen med Tved, Engelsby og Fruerlund) til Flensborg og blev del af den nye bydel Mørvig. Med den storre byggeboom efter anden verdenskrig opstod der flere nye boligkvarterer i byen. Som led i disse byggeaktiviteter opstod også Tved Plads. Pladsen blev anlagt som rektangulær græsplæne med omkringliggende boligblokke og butikker og fik efterhånden funktion som Mørvigs nye trafikale og erhvervsmæssige bydelscenter. En del af pladsen bliver imidlertid brugt til parkeringspladser. To gange om ugen afholdes der grønttorv på Tved Plads.